# Emilio del Valle
 (avril 2020).
Si vous disposez d'ouvrages ou d'articles de référence ou si vous connaissez des sites web de qualité traitant du thème abordé ici, merci de compléter l'article en donnant les références utiles à sa vérifiabilité et en les liant à la section « Notes et références ».
Emilio Jesús del Valle Rodríguez, né le 26 décembre 1960, est un homme politique espagnol membre de Vox.

## Biographie
Il rejoint le Parti populaire dans les années 1980, devenant l'un de ses cadres dans la région de Cantabrie. Il occupe différentes fonctions au sein du gouvernement régional dans les années 1990 et 2000.
Lors des élections générales anticipées du 10 novembre 2019, il est élu au Congrès des députés pour la XIVe législature. 